# Absolutely Live
Absolutely Live este primul album live lansat de trupa americană de rock The Doors în 1970 . În 1970 au fost înregistrate multe concerte ale formației pentru a crea albumul "Absolutely Live" . 
Absolutely Live și Alive, She Cried din 1983 au fost ambele reeditate sub forma unui set de două discuri în 1991 sub numele de In Concert.

## Tracklist
1. "House Announcer" (2:40)
2. "Who Do You Love" ( McDaniel ) (6:02)
3. "Alabama Song (Whisky Bar)" ( Brecht , Weill ) (1:51)
4. "Back Door Man" ( Dixon ) (2:22)
5. "Love Hides" ( Jim Morrison ) (1:48)
6. "Five to One" ( The Doors ) (4:34)
7. "Build Me a Woman" ( Jim Morrison ) (3:33)
8. "When The Music's Over" ( The Doors ) (16:16)
9. "Close to You" ( Dixon ) (4:04)
10. "Universal Mind" ( The Doors ) (4:54)
11. "Petition The Lord with Prayer" ( The Doors ) (0:52)
12. "Dead Cats , Dead Rats" ( The Doors ) (1:57)
13. "Break On Through (to The Other Side) No. 2" ( The Doors ) (4:41)
14. "Celebration of The Lizard" ( The Doors ) (14:25)
15. "Soul Kitchen" ( The Doors ) (7:15)

## Componență
- Jim Morrison - voce
- Ray Manzarek - voce pe "Close to You" , voce de fundal , orgă , claviaturi bas
- Robby Krieger - chitară
- John Densmore - baterie